# Cal Codina del Talladell
Cal Codina del Talladell és una casa barroca del Talladell, al municipi de Tàrrega (Urgell), inclosa a l'Inventari del Patrimoni Arquitectònic de Catalunya.

## Descripció
És una casa de paredat a la planta baixa i paredat a tota la resta. A la planta baixa s'obre una porta rectangular i una altra d'arc de carpanell. La planta noble té un gran balcó central de forja amb dues portes, a la dreta una petita finestra i a l'esquerra un altre balcó.
A la segona planta hi ha tres portes amb balcó cadascuna sense sobresortir massa de la façana i una finestra de petites dimensiones. A les golfes hi ha una obertura amb arc de carpanell i barana senzilla.